# Euryaulax carnifex
Euryaulax carnifex är en insektsart som först beskrevs av Fabricius 1775.  Euryaulax carnifex ingår i släktet Euryaulax och familjen spottstritar. Inga underarter finns listade i Catalogue of Life.